# 동화경모공원
동화경모공원(同和敬慕公園)은 파주 통일동산 지구에 있는 공동묘지 및 봉안당이다. 이북 지역 실향민을 안장 대상으로 하고 있으며 파주시민도 일부 묘역 및 봉안당에 안장이 가능하다.
대한민국의 대통령을 역임했고 70%의 공이 있으나 전두환과 함께 12·12 군사 반란에 가담한 30%의 과로 인하여 국립묘지에 안장이 불가능해진 13대 대통령 노태우는 대구 출신으로 파주시민이 아니었지만 국가장으로 장례가 치뤄지고 파주시와의 인연으로 특별히 안장이 허용되었고 국가보존묘지로 지정되었다. 이북도민 안장 자격은 원적이 이북에 소재한 실향민, 이북에 거주했던 월남자로서 이북도민회장의 확인을 받은 월남자, 북한이탈주민을 대상으로 한다.

## 유명한 안장자
- 이효석(고향으로 재이장) : 원래 평창군에 안장되었으나 이북 지역에서 교수를 역임한 적 있고 아버지가 함흥 출신이고 아내가 함경북도 경성 출신이라 이북 지역과 연고가 있었다.[2][3] 고속도로 확장으로 묘역 일부가 헐리게 되면서 동화경모공원으로 이장되었다가, 2021년 평창군 고향으로 재이장되었다.[4]
- 김허남[5]
- 노태우 13대 대통령